# Unorthodox
Unorthodox – niemiecko-amerykański miniserial internetowy wyprodukowany dla platformy Netflix, adaptacja autobiograficznej powieści Debory Feldman „Unorthodox. Jak porzuciłam świat ortodoksyjnych Żydów”. Cztery odcinki produkcji zostały udostępnione 26 marca 2020 roku.
Jest to też pierwsza produkcja tej platformy, w której postacie w większości mówią w jidysz.

## Fabuła
Esty, młoda Żydówka żyjąca w zaaranżowanym małżeństwie ucieka z ultraortodoksyjnej społeczności Satmar zamieszkującej nowojorski Williamsburg. Udaje się do Berlina, gdzie mieszka jej odrzucona przez rodzinę matka. W nowym otoczeniu poznaje świecki styl życia. Zaprzyjaźnia się z grupą muzyków, którzy inspirują ją, aby samej spróbować dostać się do szkoły muzycznej. Tymczasem jej mąż Yanky odkrywa, że Esty jest z nim w ciąży. Na prośbę rabina wraz z kuzynem Moische leci do Berlina odszukać małżonkę i nakłonić ją do powrotu.

## Obsada
- Szira Has – Esther „Esty” Shapiro
- Amit Rahaw – Yakov „Yanky” Shapiro
- Jeff Wilbusch – Moische Lefkovitch
- Alex Reid – Leah Mandelbaum
- Ronit Aszeri – Malka Schwartz
- Delia Mayer – Miriam Shapiro
- Dina Doron – Babby
- David Mandelbaum – Zeidy
- Gera Sandler – Mordechai Schwartz
- Eli Rosen – Rabbi Yossele
- Aaron Altaras – Robert
- Tamar Amit-Joseph – Yael Roubeni
- Safinaz Sattar – Dasia
- Aziz Dyab – Salim
- Felix Mayr – Mike
- Langston Uibel – Axmed
- Isabel Schosnig – Nina Decker
- Yousef Sweid – Karim Nuri